# Средња Река (округ у Гамбији)
Средња Река (енгл. Central River) је један од шест округа у Гамбији. Административни центар Средње Реке је Џанџанбурех.

## Области
Средња Река је подељена на 10 области:
- Западни Фуладу
- Џанџанбурех
- Доњи Салум
- Нијамина Данкунку
- Источна Нијамина
- Западна Нијамина
- Нијани
- Нијанија
- Сами
- Горњи Салум

## Становништво
| Година | Бр. становника |
| 1963.  | 64.755         |
| 1973.  | 101.901        |
| 1983.  | 126.004        |
| 1993.  | 156.021        |
| 2003.  | 185.897        |
| 2005.  | 190.616        |
| 2006.  | 192.916        |
| 2007.  | 195.173        |
| 2008.  | 197.245        |